# Andy Hurley
Andrew John Hurley (*31. května 1980 Milwaukee, Wisconsin) je bubeník chicagské skupiny Fall Out Boy.

## Život
Otec Andy Hurleyho zemřel, když mu bylo pět let, proto byl vychován pouze matkou, která byla zdravotní sestra. Andrew Hurley sám sebe považoval za problémového, hodně pil a neuznával žádné autority, proto se stal členem straight edge, kterým je dodnes, a podle rozhovoru pro časopis Rolling Stone nemůže snést kouření jeho kamaráda z skupiny Joea Trohmana.
V mládí Hurley hrával na saxofon. Poté ho začaly inspirovat bicí nástroje. Jeho inspirací byly kapely jako Metallica a Slayer.
V současné době vlastní dům v Milwaukeu ve Wisconsinu. Jeho zálibou je čtení komiksů a trénování na bicí. Hurley má poněkud extrémní názory na politiku a věří, že se civilizace jednou zhroutí. Hurley je veganem a členem organizace PETA.

## Hudební kariéra
Hurley hrával v heavymetalových a hardcore punkových kapelách. V roce 2003 se přidal ke skupině Fall Out Boy. Již dříve v šestnácti letech se spřátelil s baskytaristou Petem Wentzem, který mu nabídl práci bubeníka na jejich turné. Díky této události Hurley dosáhl velkých komerčních úspěchů a cestoval po světě.
Během přestávky skupiny Fall Out Boy 2009–2013 hrál Hurley v heavymetalové kapele The Damned.
4. února 2013 Fall Out Boy oznámily konec přestávky. Hurley hrál na jejich albu Save Rock and Roll a cestoval po celém světě.